# Lycée du Parc

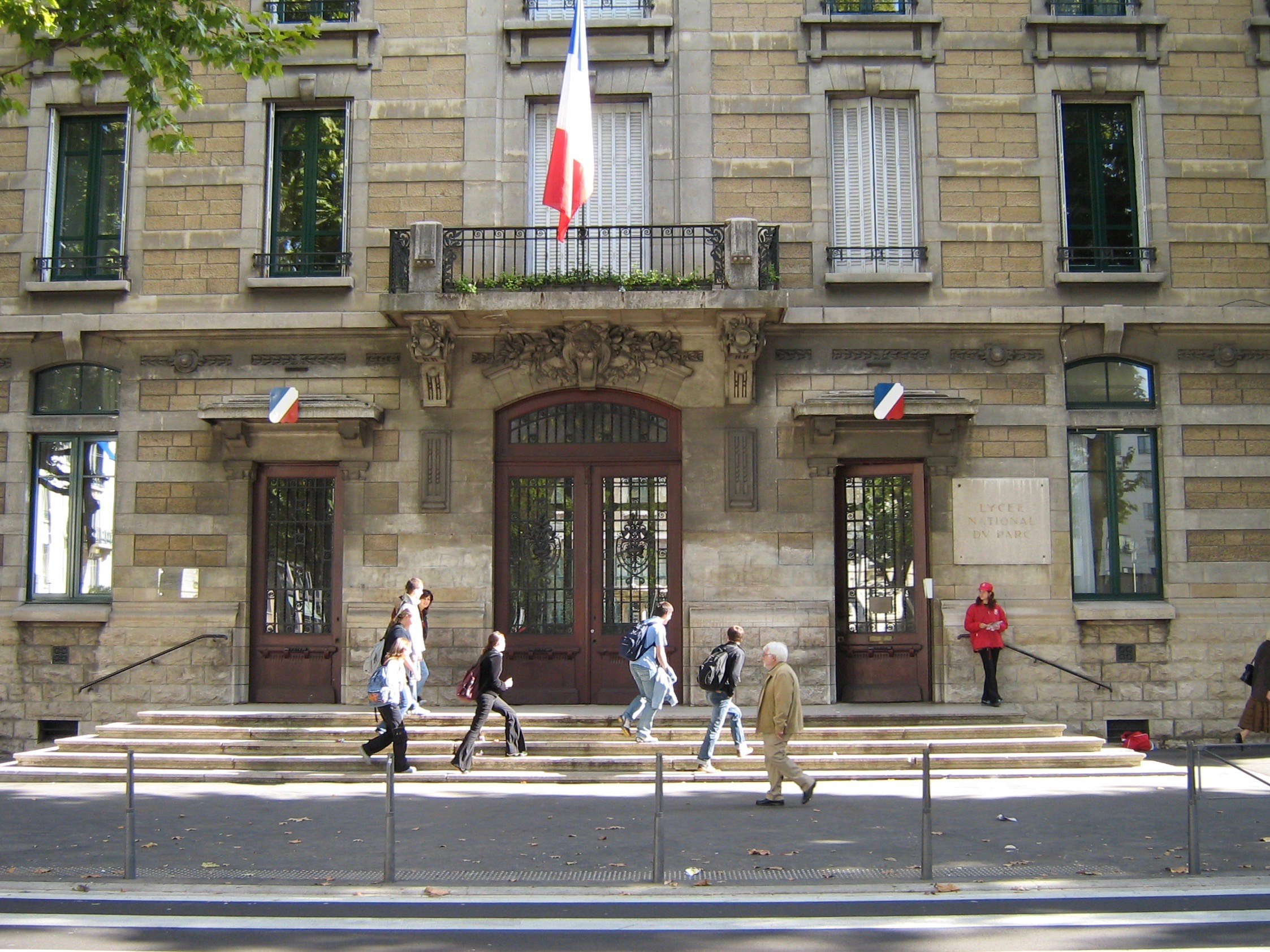
Lycée du Parc

Lycée du Parc jest publiczną szkołą średnią zlokalizowaną w 6. dzielnicy Lyonu we Francji. Jego nazwa pochodzi od Parc de la Tête d'Or, jednego z największych parków miejskich w Europie, który znajduje się w pobliżu.
Zapewnia edukację na poziomie liceum, a także oferuje zajęcia przygotowawcze lub prepas, które przygotowują uczniów do wejścia do elitarnych Grandes Écoles, takich jak École Polytechnique, CentraleSupélec, École des Mines de Paris, ESSEC Business School, ESCP Business School i HEC Paris.
Szkoła została zbudowana na miejscu dawnej Lunette des Charpennes, części systemu fortyfikacji Ceintures de Lyon zbudowanego w XIX wieku.

## Znani absolwenci
- Georges Bidault, francuski polityk
- Gérard Collomb, francuski polityk